# Вулиця Академіка Тутковського

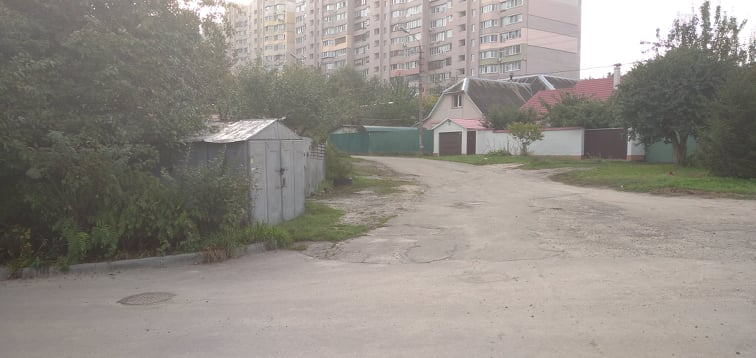
Вулиця Академіка Тутковського

Ву́лиця Акаде́міка Тутко́вського — вулиця в Солом'янському районі міста Києва, місцевість Новокараваєві дачі. Пролягає від вулиця Комбайнерів до кінця забудови (поблизу вулиці Тетяни Яблонської). 
Прилучається вулиця Професора Караваєва.

## Історія
Вулиця виникла в 1-й половині XX століття під назвою Середньозалізнична. Простягалася від вулиці Миколи Голего. 1958 року була об'єднана з Ключовою вулицею (назва з 1923 року). Згодом була продовжена до Борщагівської вулиці. Сучасна назва на честь українського вченого академіка Павла Тутковського — з 1962 року. У 1980-ті роки в зв'язку зі знесенням старої забудови була скорочена до нинішніх розмірів, тому тепер нумерація будинків на вулиці починається з № 31.